# Buzásbocsárd
Buzásbocsárd (románul: Bucerdea Grânoasă) település Romániában, Erdélyben, Fehér megyében.

## Fekvése
A Bocsárd-patak mentén, Balázsfalvától 12 km-re terül el a Maros-Küküllő közben, Gyulafehérvártól északkeletre, Balázsfalvától északnyugatra, Magyarkapud és Magyarpéterfalva közt fekvő település.

## Története
Buzásbocsárd nevét 1303-ban Bochard néven említette először oklevél. Későbbi névváltozatok:, 1332-ben Buzasbuchard, 1410-ben Bochard, Gyanad, 1587-ben Bwzas Bczyard, 1861-ben Buzás-Bocsárd néven írták.
1332-1334között a Gyergyóiak birtoka és már ekkor egyházas hely, ekkor már plébániatemploma is volt a településnek és katolikus lelkészei Mihály, majd Mátyás voltak. 1590-ben Borosbocsárd birtokosa Radnóti Márton volt.
Bocsárd a korai középkorban a neves Gyógyi (Diódi) család birtoka volt.
1615-től, a Macskási család birtokolta a falut (Bethlen Gábor adományaként). 1710-ben Kapi Anna, a diplomata Macskási Boldizsár ispán, erdélyi hadparancsnok felesége egy kelyhet is adományozott a bocsárdiaknak. A reformációra való áttérés a 16. század második felében történhetett. Erre utal a templomon belül elhelyezett, befalazott, faragott sekrestyebejárat, valamint az 1657-es évszámmal ellátott míves kőszószék.
1910-ben 1828 lakosából 619 magyar, 1138 román, 64 cigány volt. Ebből 1190 görögkatolikus, 585 református, 20 görögkeleti ortodox volt.
A trianoni békeszerződés előtt Alsó-Fehér vármegye Balázsfalvi járásához tartozott.

## Műemlékei
A 16. századi református temploma a romániai műemlékek jegyzékében az AB-II-m-B-00194 sorszámon szerepel.
A templombelsőben magyarigeni kőből készült emléktábla található az első világháborúban elesett hősök emlékére. Új fatornácos parókiája 1900-ban készült el.
Az eredeti templom helyén, a település központjában, egy magaslaton található a jelenlegi, 1926-ban épült templom, amelynek napjainkban zajló restaurálása során felfedték a 18. századi boltozott kriptát és az osszáriumot.
A 14. században épült, hajdani templom gótikus jelei (diadalív, résablakok, támpillérek, bevakolt bordázatok) ma csak a szentélyben látszanak. A szentélytől diadalívvel elválasztott hajó már későbbi építmény, vagy az 1866-ban történt átépítés eredménye.
A templom 25 méter magas fatornya zsindelyes, fatornácos. Harangja 800–900 kg-nyi, középkori,  1450 körül készülhetett Nagyszebenben. Felirata: "O rex glorie veni nobis cum pace".
A templom orgonáját 1878-1879-ben Kolonics István készítette.

## Források

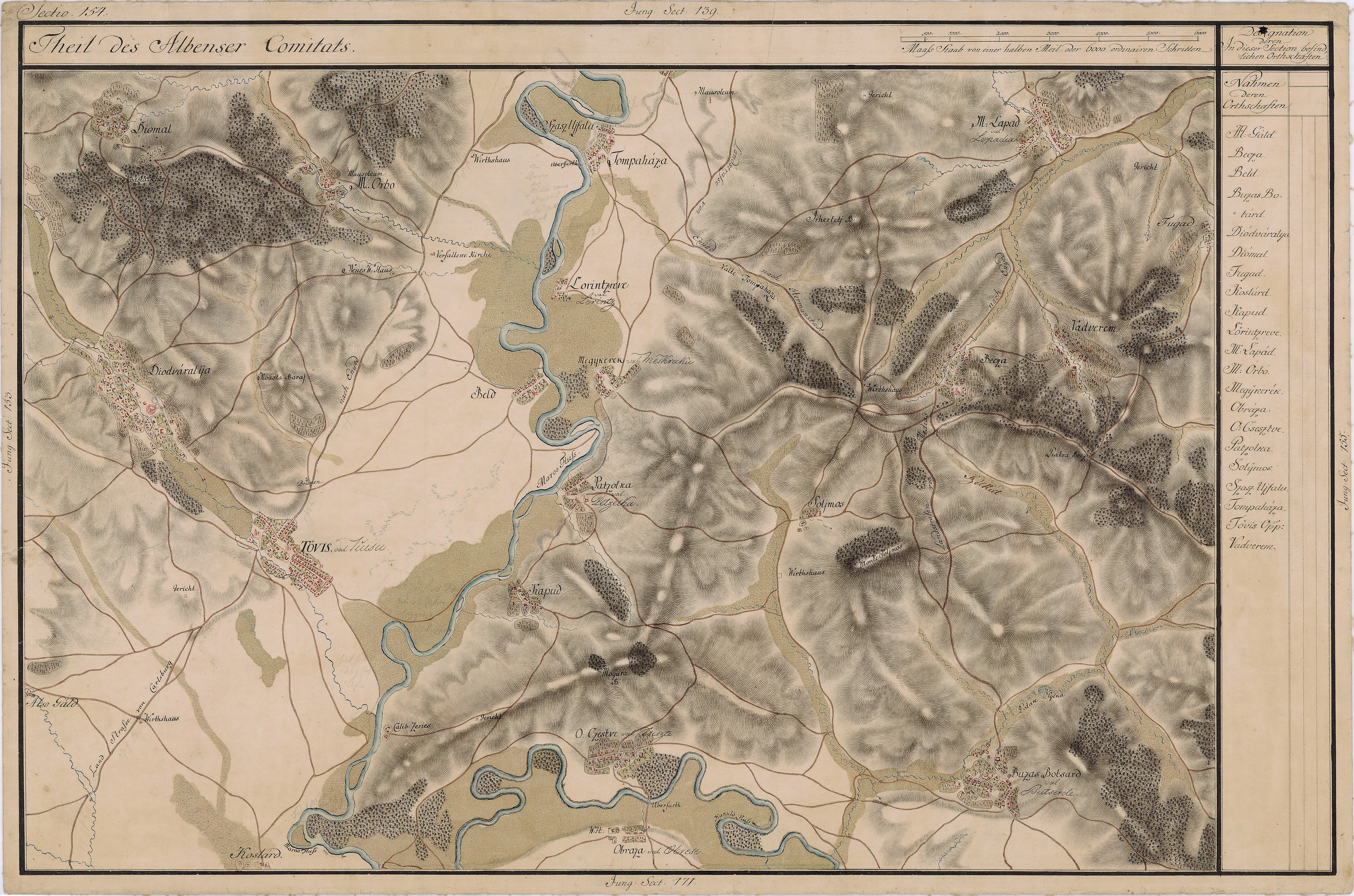
Buzásbocsárd egy régi térképen